# Zebrasoma desjardinii
Zebrasoma desjardinii es un pez cirujano, de la familia de los Acantúridos. Especie común en su rango de distribución, pero no abundante localmente, su población global es estable. En el mar Rojo, en el año 2010, se ha estimado una densidad de 8.4 individuos/1,000 m².Es uno de los peces marinos populares y solicitados en acuariofilia.

## Morfología
Posee la morfología típica de su familia, cuerpo ovalado, forma de disco al erguir las aletas dorsal y anal. La coloración puede variar de un individuo a otro y en el mismo individuo, dependiendo de la edad. En general, sobre el cuerpo se alternan franjas verticales claras y oscuras, la primera de estas sobre el ojo, y otras líneas finas de color amarillento, que en la parte inferior se reducen a puntos. También se aprecian numerosos puntos blancos sobre la cabeza. En el centro del pedúnculo caudal tienen una espina de color oscuro rodeada de una zona color azul. Las aletas caudal y anal tienen un patrón de líneas amarillas que comienzan horizontales y se vuelven verticales en la parte posterior.
Tiene 4 espinas dorsales, 27 a 31 radios blandos dorsales, 3 espinas anales y de 22 a 24 radios blandos anales. Como todos los peces cirujano, de ahí les viene el nombre común, tiene espinas extraíbles a cada lado del pedúnculo caudal; se supone que las usan para defenderse de otros peces. En su caso tiene una espina a cada lado del pedúnculo.
Alcanza los 40 cm de largo, aunque normalmente los adultos tienen unos 32 cm.

## Hábitat y comportamiento
Especie asociada a arrecifes coralinos, con frecuencia en lagunas protegidas y en arrecifes exteriores. Su rango de profundidad va de 3 hasta más de 30 metros. Los adultos ocurren emparejados, los juveniles solitarios, y se suelen proteger en corales Acropora.
Ágil y vistoso nadador, es sociable con la mayoría de habitantes del arrecife, a excepción de machos territoriales de su misma especie.

## Distribución
Su rango de distribución abarca el Indo-Pacífico, incluyendo el Mar Rojo hasta el Golfo Pérsico, Sudáfrica, India, Java y las islas Cocos-Keeling. Es especie nativa de Arabia Saudí; Bangladés; Birmania; Islas Cocos (Keeling); Comoros; Egipto; Eritrea; India (Andaman Is., Nicobar Is.); Indonesia; Israel; Jordania; Kenia; Madagascar; Malasia; Maldivas; Mauritius; Mayotte; Mozambique; Réunion; Seychelles; Singapur; Somalia; Sudáfrica; Sri Lanka; Sudán; Tanzania; Tailandia; Yemen y Yibuti.

## Alimentación
En la naturaleza se nutre principalmente de plancton, algas filamentosas y varias macroalgas. Su alimentación principal es herbívora y está clasificado como "pastador". De tal modo que, en acuariofilia es una de las especies utilizadas para el control de algas por medios naturales.

## Reproducción
Presentan dimorfismo sexual, siendo los machos de mayor tamaño que las hembras, y, presentando aquellos, cambios en su coloración durante el cortejo. Son ovíparos y la puesta de huevos se realiza tanto en pareja, como en comunidad. El desove sucede alrededor de la luna llena, estando sometido a la periodicidad del ciclo lunar.

## Mantenimiento
La iluminación deberá ser necesariamente intensa para que pueda desarrollarse la colonia de algas suficiente de la que se alimenta. Además requiere mantener un buen número de roca viva entre la decoración del acuario con suficientes escondrijos.
Al igual que el resto de especies de cirujanos, son muy sensibles a determinadas enfermedades relacionadas con la piel. Es recomendable la utilización de esterilizadores ultravioleta para la eliminación de las plagas patógenas. 
Aunque es herbívoro, acepta tanto artemia y mysis congelados, como alimentos disecados. No obstante, una adecuada alimentación debe garantizar el aporte diario de vegetales, sean naturales o liofilizados. En cautividad come la mayoría de algas: marrones, diatomeas, rojas, verdes, e incluso azul-verde (Cyanobacteria). También puede consumir caulerpas o valonia.
Si vamos a mantenerlo con otras especies, conviene introducir individuos juveniles de unos 8 cm, y hacerlo de tal forma que sea la última especie en integrarse al conjunto.

## Galería

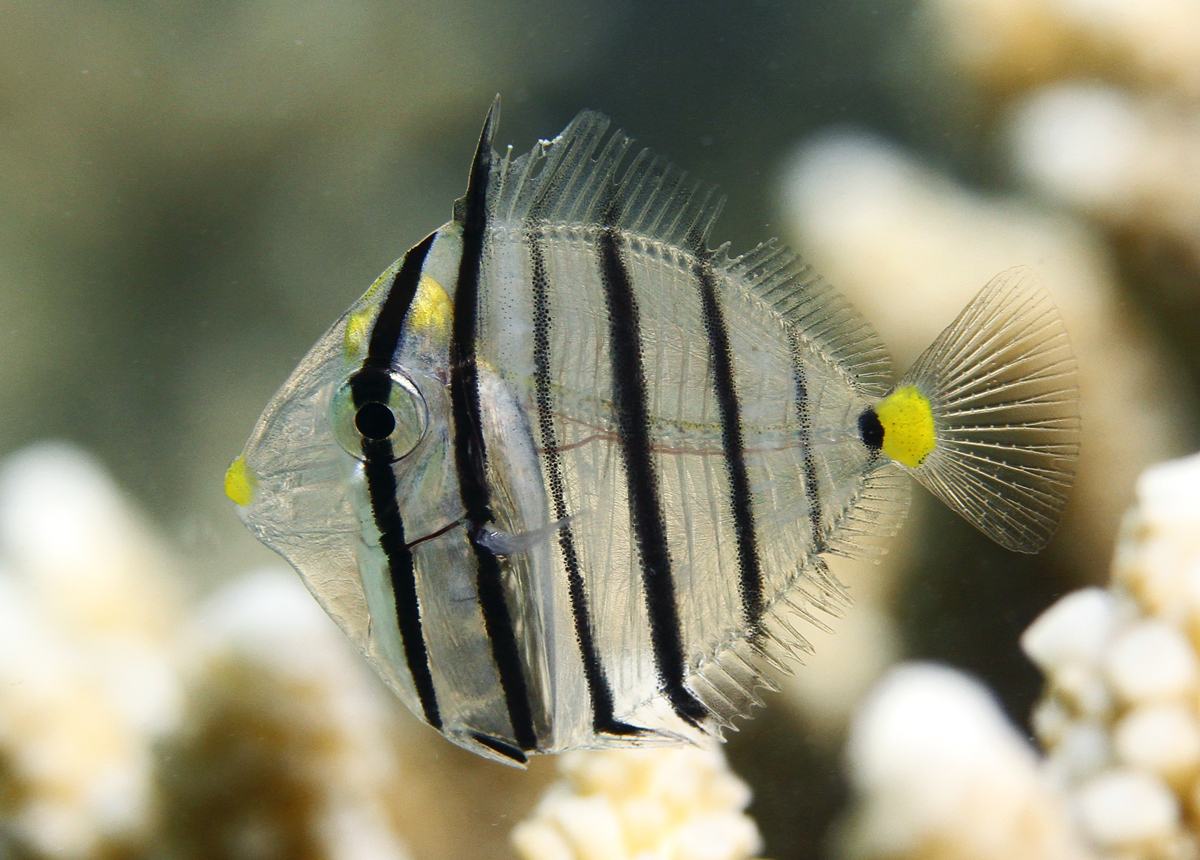
Ejemplar postlarval.
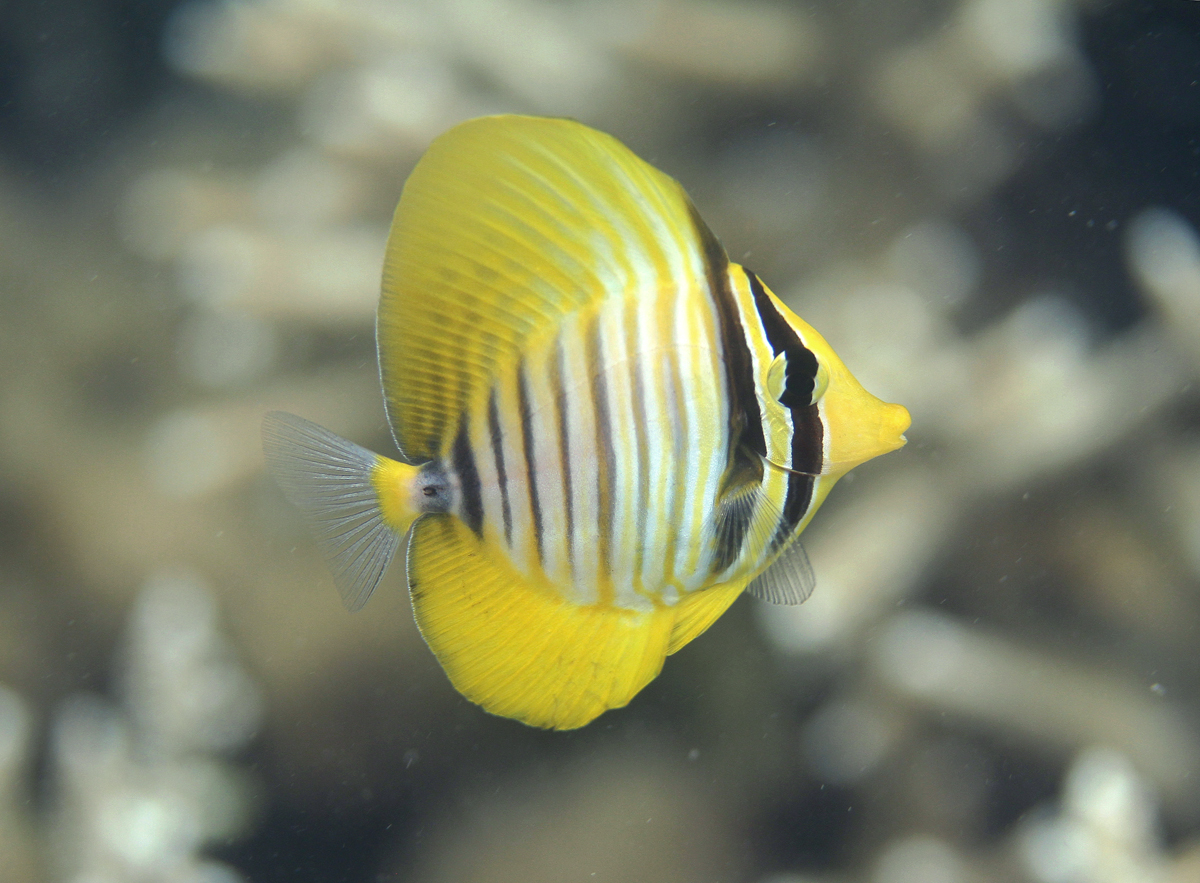
Ejemplar juvenil.
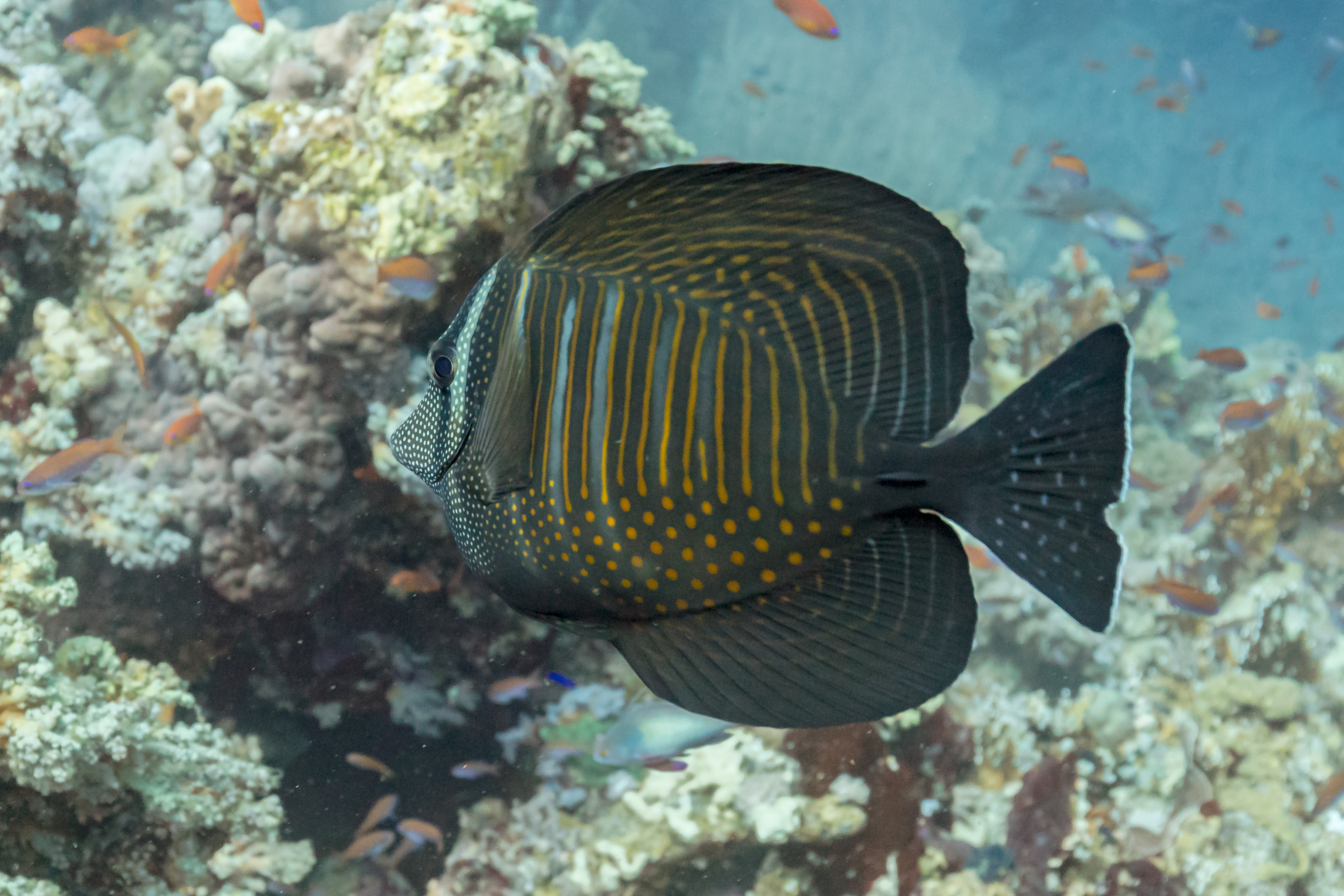
Zebrasoma desjardinii adulto con las aletas expandidas.
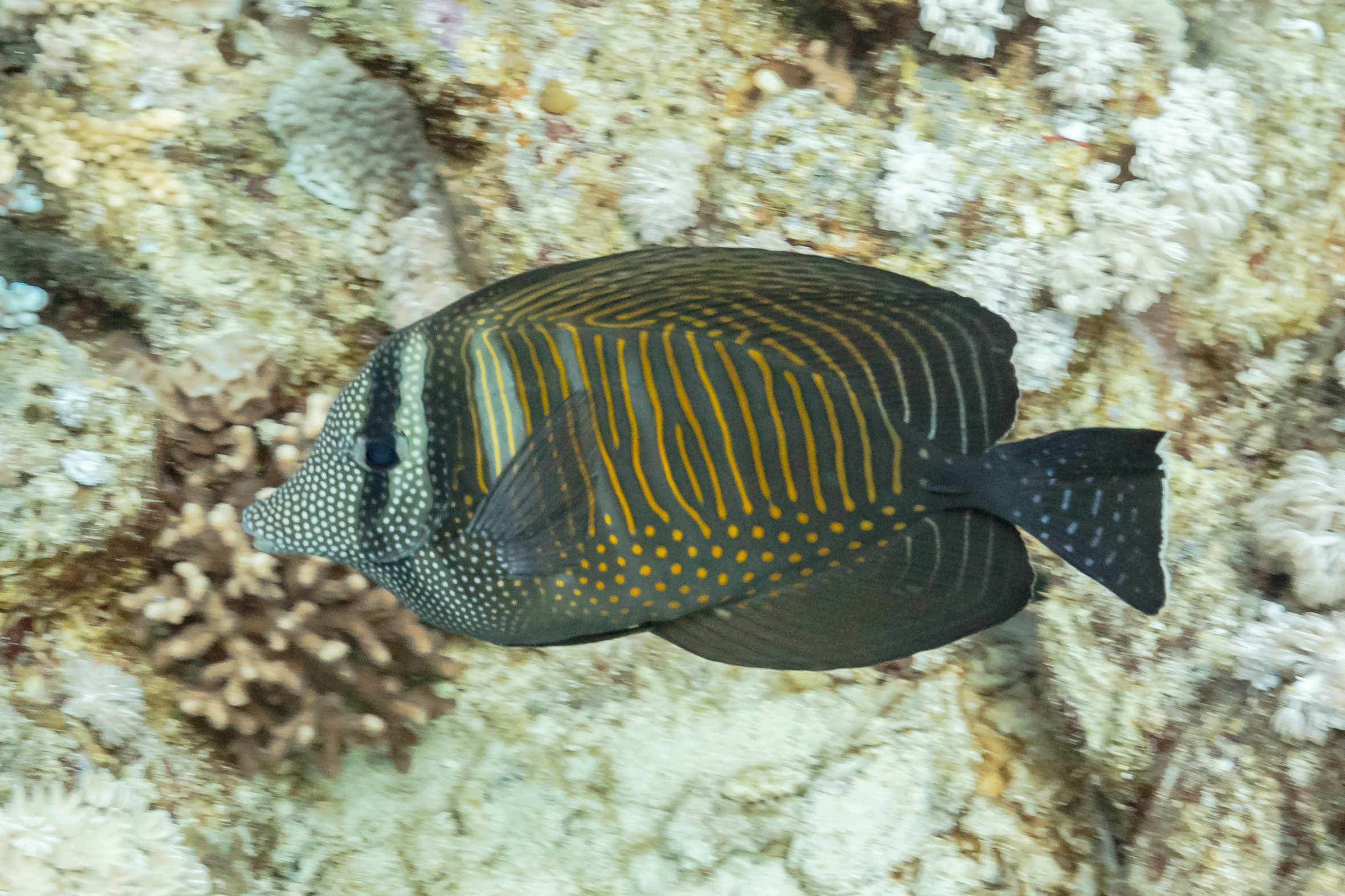
Con las aletas retraidas.
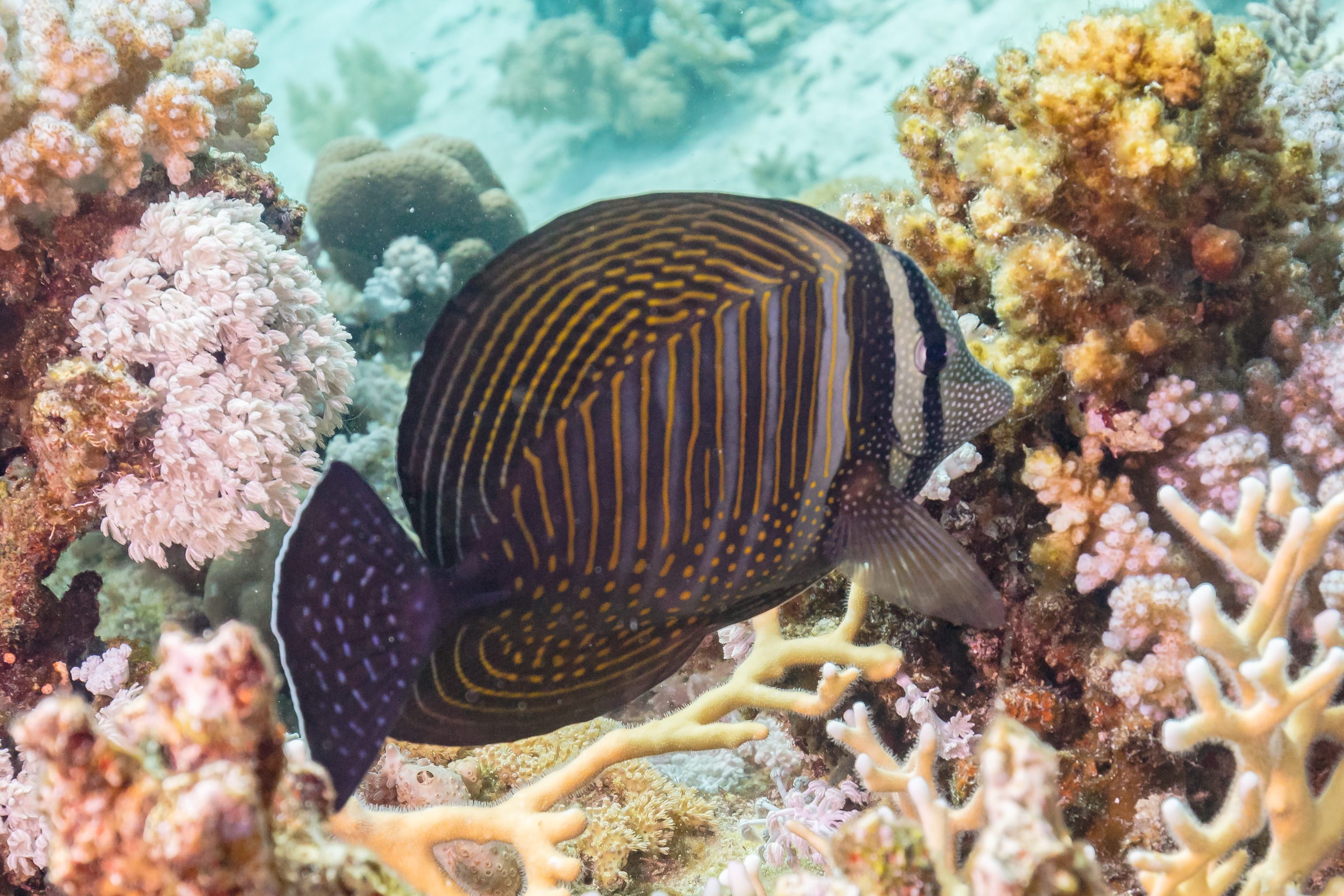
En el mar Rojo.
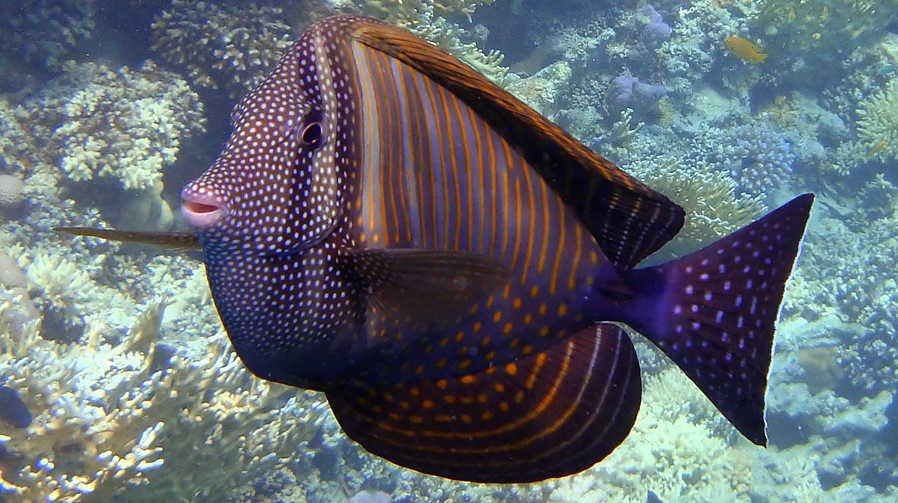
En Sharm el-Naga, Egipto.
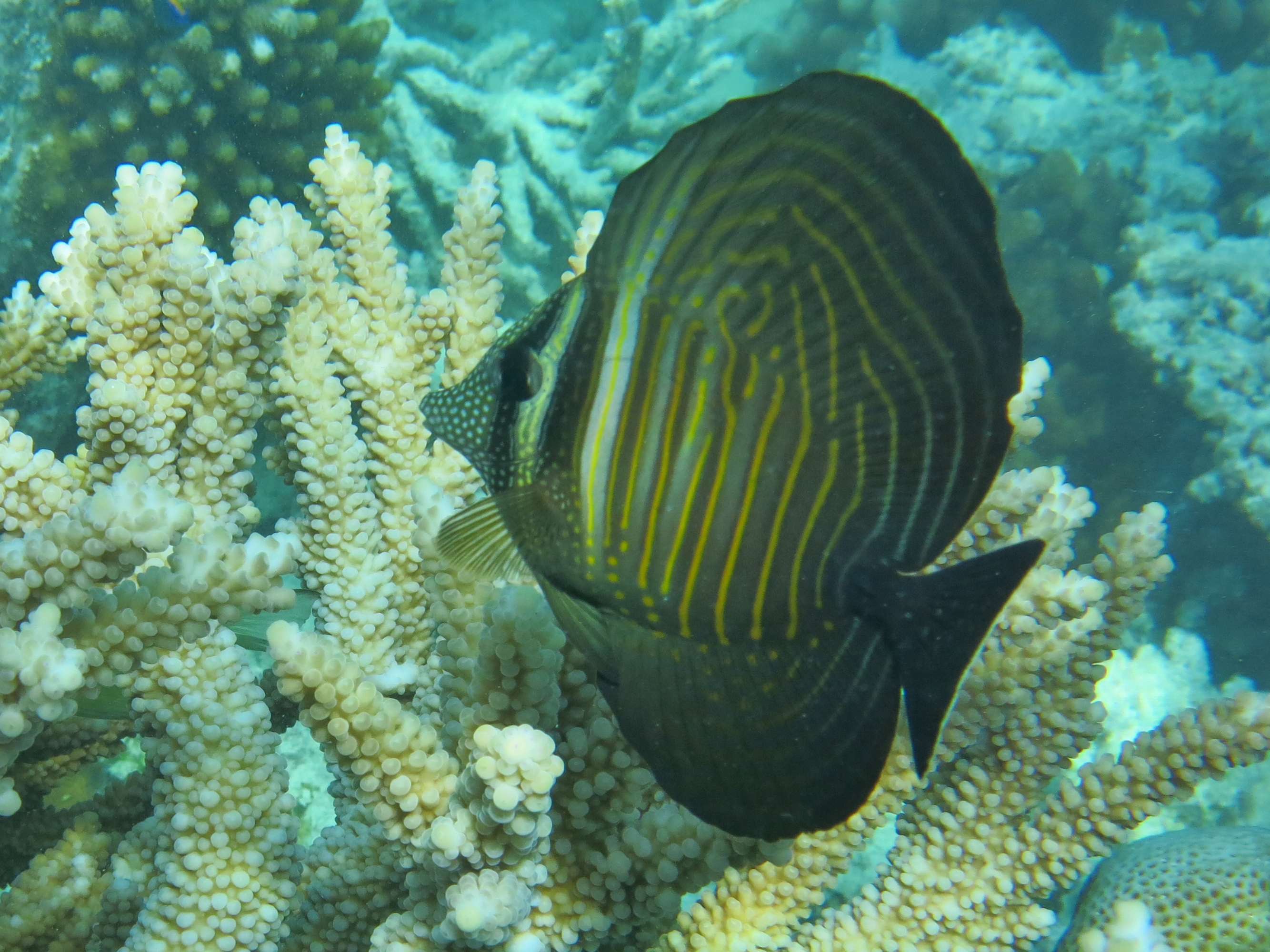
Zebrasoma desjardinii en Maldivas.